# Колунина
Колунина (Старая Губина) — упразднённая деревня в Суерском сельском поселении Упоровского района Тюменской области.

## География
Располагалась на левом и правом берегах речки Нияп в 4 км южнее села Суерка

## История
Впервые упоминается в переписи 1749 года. 
Деревня Колунина расстояние от оного острога 
три версты (Суерского) которая построена над речкою Нияпом. В ней имеетца дворового строения 17 дворов, крестьян от шестнадцати до пятидесяти лет 22 чел. У них имеетца по объявлению их собственного огненного ружья у трех человек, а именно у Евдокима Губина ружье винтовка -1, у Петра Мальцева ружье винтовка -1, у Федора Копорушкина ружье винтовка-1. И при оной деревне городового строения надолб рогаток и рву не имеетца. Оная деревня состоит по сю сторону Тобола реки, не в пограничном месте и напред сего в той деревне от неприятельских людей никогда подбегов небывало. 
Основали деревню Колунина сыновья Петра Губина — Наум, Василий, Евдоким, Степани Данил, они же основали Новую Губину.
- В 1912 году была школа грамоты, хлебозапасной магазин.[3]
- В 1935 году открыли детскую площадку, в 1938 — начальную школу.[3]
- С 1941 года в деревне жили 6 немецких семей с Поволжья: Миллеры, Зоммеры, Гроо, Гольцманы, Цайслеры.[3]
- В годы Великой Отечественной войны ушли на фронт 39 человек из них 18 человек не вернулись домой.[3]
- Решением Упоровского РИК от 26.06.1967 года деревня Колунина упразднена.[3]

Административно-территориальное деление
С 1749 года относилось к слободе Суерской, с 1796 в составе Суерской волости; с 1919 года Суерского сельского совета.

## Население
| 1782 | 1816 | 1834 | 1858 | 1897 | 1926 |
| 96   | 143  | 154  | 178  | 171  | 253  |

## Сельское хозяйство
В 1931 году был образован колхоз «Север». В 1932 году в колхозе на ферме содержалось 175 голов крупного рогатого скота. В 1936 году за высокие показатели в животноводстве колхоз награжден грузовиком. В 1935 году в деревне открыли детскую площадку, в 1938 — начальную школу. В 1940 году в колхозе образованы полеводческая и овощеводческая бригады. На ферме содержалось 1000 голов КРС, 200 овец, 37 лошадей, а также гуси, куры, свиньи. В 1950 году колхоз «Север» объединился с Суерском колхозом им. Хрущева. В 1957 году уехали последние жители деревни в село Суерка.

## Транспорт
Просёлочная дорога, идущая между селами Суерка- Старая Шадрина вдоль берега Тобола.